# بردغبي تشربيون (زيلايي)
بردغبي تشربیون (بالفارسية: بردگپی چربیون) هي قرية تقع في إيران في قسم زیلایی الريفي. يقدر عدد سكانها بـ 34 نسمة .